# Мистадина (Болоња)
Мистадина (итал. Mistadina) је насеље у Италији у округу Болоња, региону Емилија-Ромања.
Према процени из 2011. у насељу је живело 27 становника. Насеље се налази на надморској висини од 10 м.